# Allied Industries International
Allied Industries International Inc. war ein US-amerikanischer Hersteller von Automobilen.

## Unternehmensgeschichte
Das Unternehmen hatte seinen Sitz zunächst in Fremont in Nebraska. 1967 begann die Produktion von Automobilen und Kit Cars. Mit einem umfangreichen Modellangebot wurde das Unternehmen in der Kit-Car-Branche schnell bekannt. Der Markenname lautete Allied Industries. 1983 folgte der Umzug nach Michigan City in Indiana. Das Unternehmen wurde dort am 17. Mai 1982 registriert. 1985 endete die Produktion. Am 31. Dezember 1987 wurde das Unternehmen aufgelöst.
Eine Division des Unternehmens war Sportsland Unlimited mit Sitz in Lincoln in Nebraska. Dessen Werk befand sich in Odell in Nebraska.

## Fahrzeuge
Im Angebot standen etwa zwölf verschiedene Modelle. Einige waren Nachbildungen. Zu den Vorbildern gehörten AC Cobra in den Ausführungen 289 und 427, Bugatti, Cheetah, Ford GT 40, MG TD und Porsche 356 Speedster.
Zu den eigenen Entwürfen zählte einerseits ein Dreirad. Ein anderes Modell war ein Minivan auf einem Fahrgestell von Volkswagen. Mit der Kombination Ottomotor und Elektromotor war es ein Hybridelektrokraftfahrzeug.
Das Modell CRV der Division Sportsland Unlimited war eine Nachbildung des AMT Piranha von der AMT Corporation. Außerdem gab es einen VW-Buggy.